# イズゴイ
イズゴイ（ロシア語: Изгой）とは、キエフ・ルーシ期において、自身の所属していた環境・社会層から脱した人々を指した用語である。スラヴ祖語の「生活の外」という意味の言葉に由来する。
ノヴゴロド公フセヴォロド（在位：1117年 - 1136年）による、教会に関する法令においては、イズゴイは幅広い意味を有する用語として記載されている。この法令からは、「イズゴイには3種類ある。すなわち、学識のない司祭の子、支払いによって自由の身となった奴隷（ホロープ(ru)）、金貸し商人のことである。また孤児となった公（クニャージ）は第4のイズゴイである」という主旨の文章が確認できる。また、教会の庇護民を指す言葉でもあった。
イズゴイのうち、公のイズゴイ（クニャージ・イズゴイ）には、上記の孤児のほかに、父や親族から分領地をもらえない公も含まれていた。これらの継承権のない者の中には、領土を獲得するために、遊牧民の援助を得て正当な公に戦争を挑んだものもあった。